# سردارکندی (ورزقان)
سردارکندی یکی از روستاهای استان آذربایجان شرقی است که در دهستان ازومدل جنوبی بخش مرکزی شهرستان ورزقان واقع شده است.
نام قدیمی این روستا بیشک بوده و در سال ۱۳۸۱ نام آن به سردارکندی تغییر یافته است؛ این روستا همچنین زادگاه ستار خان بوده است. و نباید آن را با روستای دیگری با نام بیشک که اتفاقاً در نزدیکی آن قرار دارد اشتباه گرفت.